# Podtlak
Podtlák je tlak, ki je manjši od zunanjega ali atmosferskega (zračnega) tlaka. Podtlak, ki nima več tlaka oz. absolutna praznina je vakuum. Podtlak je neposredno povezan s pojavom, ki mu pravimo kavitacija. To je pojav, ki nastane pri črpanju zelo viskoznih fluidov z batnimi črpalkami.